# XAVC
XAVC est un format d'enregistrement qui a été lancé par Sony sur le 30 octobre 2012. XAVC est un format qui est vendu sous licence à des entreprises qui veulent utiliser ce format,.

## Détails techniques
XAVC supporte la résolution 4K (4096 × 2160 et 3840 × 2160) jusqu'à 60 images par seconde (fps). XAVC supporte les profondeurs de couleur 8, 10 et 12 bits. Le sous-échantillonnage de la chrominance peut être 4:2:0, 4:2:2, ou 4:4:4. Le Material Exchange Format (MXF) peut être utilisé comme format de conteneur numérique.

## XAVC S
Le 7 avril 2013, Sony a annoncé qu'elle a élargi XAVC pour le marché grand public avec la sortie de XAVC S,. XAVC S prend en charge des résolutions allant jusqu'à 3840 × 2160, utilise MP4 comme format de conteneur, et utilise AAC ou LPCM pour l'audio. 